# Muntanyes de Șureanu

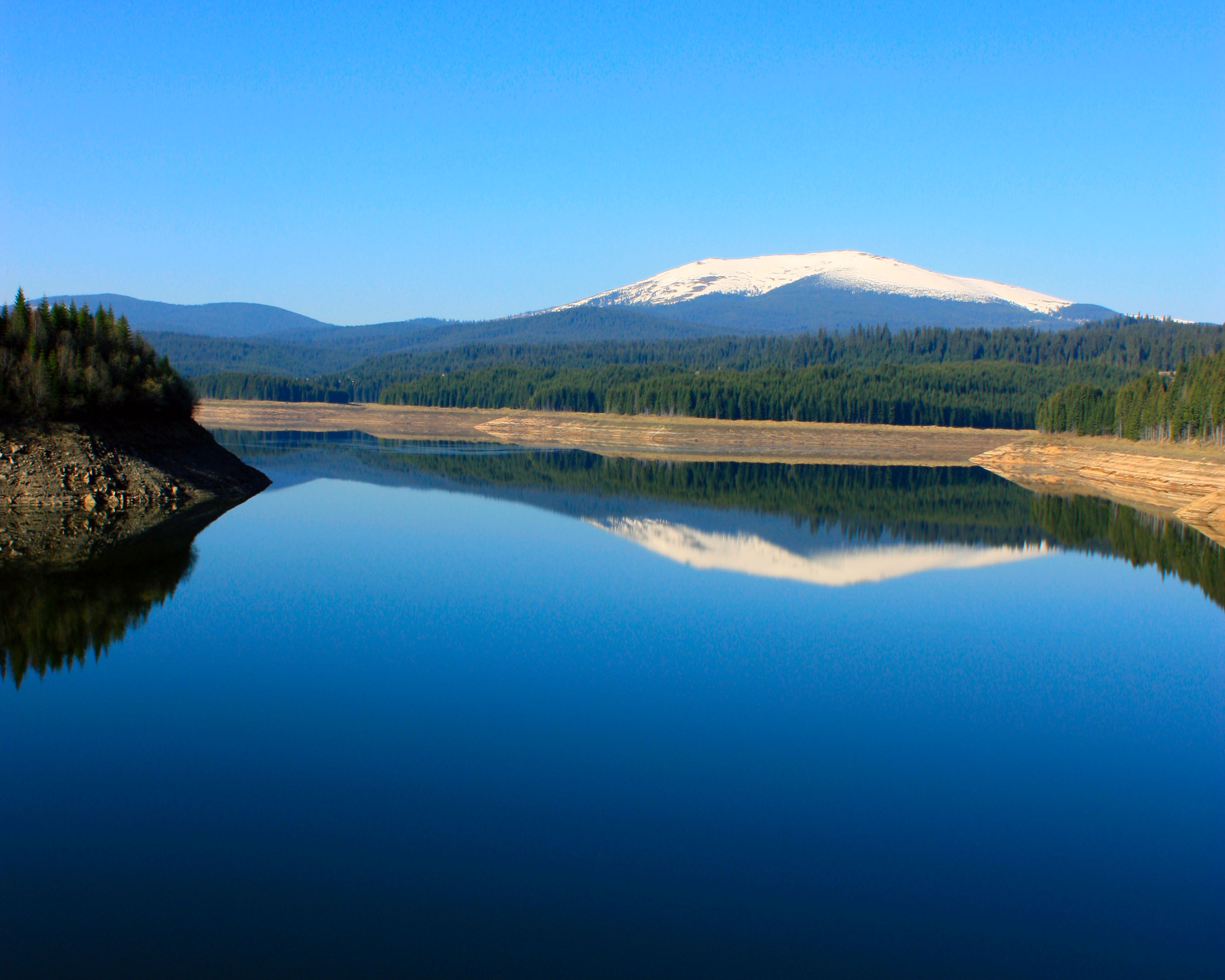
Vârfu lui Pătru, vist des de la presa d'Oașa

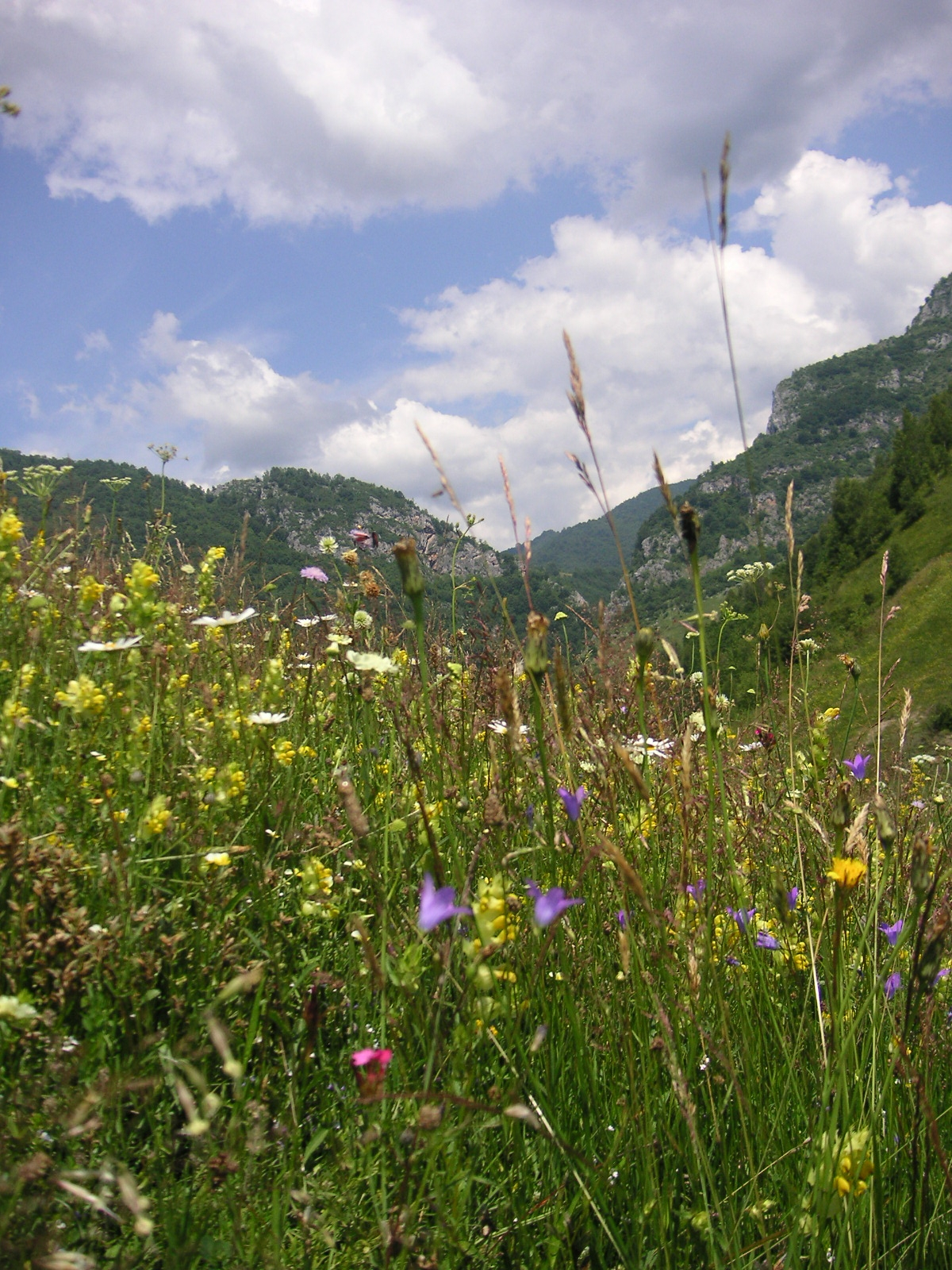
Vista des de les muntanyes Șureanu

Les muntanyes Șureanu, (en alemany: Mühlbacher Gebirge, hongarès: Kudzsiri-havasok), pertanyen a la serralada Parâng de Romania als Carpats meridionals, amb cims que sovint superen els 2.000 metres.
Les muntanyes es troben al nord de la vall de Jiu de Romania, als comtats de Hunedoara i Alba. Limiten amb les muntanyes Cindrel a l'est i les muntanyes Lotru al sud-est. Les muntanyes Parâng es troben al sud, separades pel riu Jiul de Est. A l'oest, a través de la depressió de Hațeg i el corredor d'Orăștie, es troben les muntanyes Retezat i les muntanyes de Poiana Ruscă, mentre que al nord, a través de la vall del riu Mureș, hi ha les muntanyes Apuseni.
Les muntanyes Șureanu es divideixen en les muntanyes Sebeș a l'est i les muntanyes Orăștiei a l'oest. En total, cobreixen una superfície de 1.585 metres quiloquadrats. El cim més alt és el Pic de Pere (Vârfu lui Pătru), a 2.130 metres; altres cims són el pic Șureanu, a 2.059 m i Vârfu Negru, a 1.862 m, així com els pics Aușelu, Comărnicelul, Gropșoara i Pârva. Es tracta principalment d'una terra alta amb prats i pastures, amb una àrea boscosa molt gran al voltant de 1.200 a 1.400 metres alta muntanya. A la zona sud d'aquestes muntanyes hi ha una regió de pedra calcària amb diverses coves, turons i congostos.

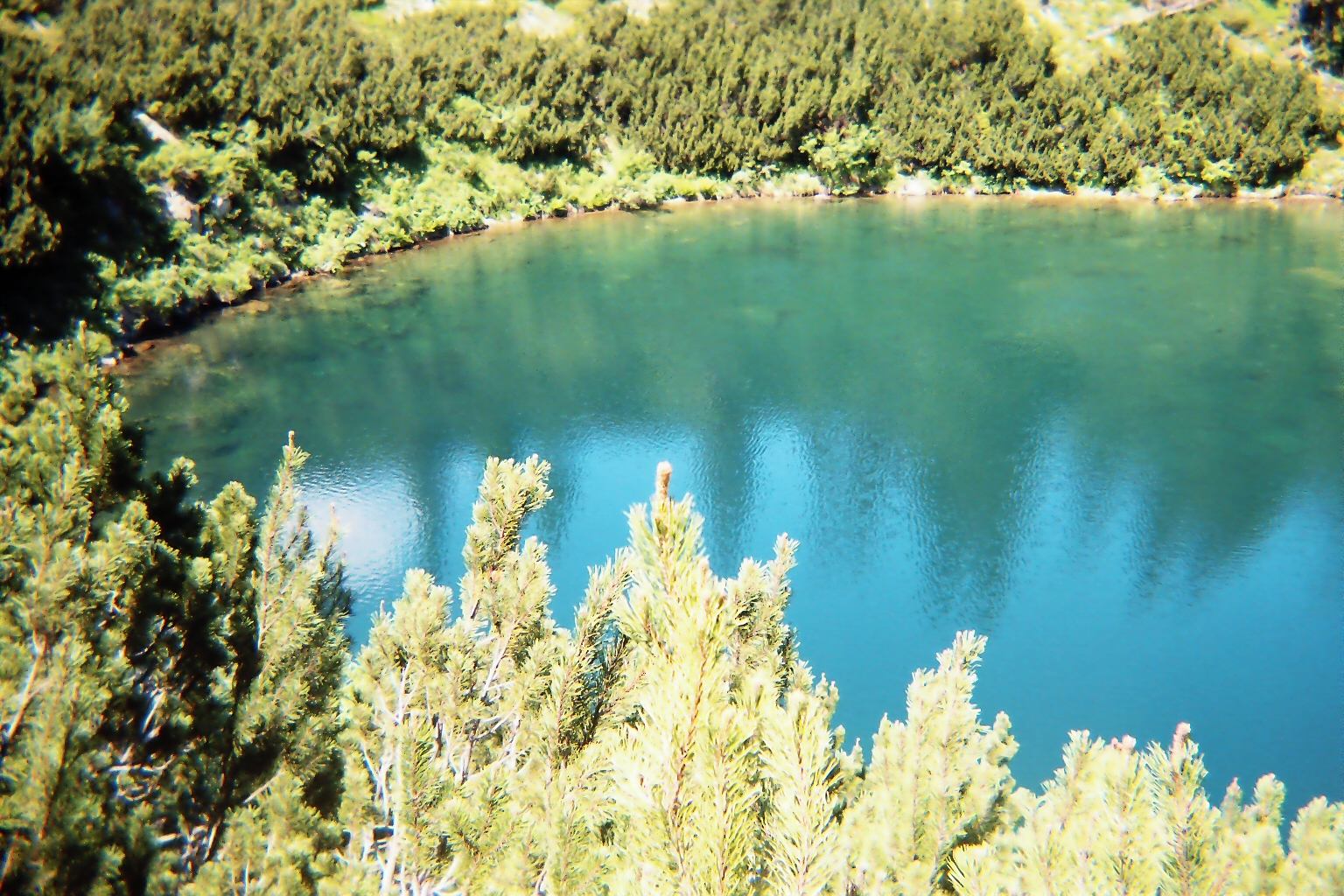
Llac Șureanu

El llac Șureanu (també conegut com el llac sense fons) és un llac glacial situat a una altitud de 1.737 m, a l'est del pic Șureanu. Ocupa 0,5 hectàrees, té una longitud de 100 m, amplada màxima de 60 m i una profunditat màxima de 7,4 m.
Les muntanyes Șureanu són travessades per diversos rius, la majoria flueixen al nord cap al Mureș.
- El riu Cugir té el seu naixement sota el pic de Peter, a una altitud de 1.900 m.. Comença a la confluència de les capçaleres Râul Mare i Râul Mic a la població de Cugir.
- El riu Orăștie té el seu naixement prop de la muntanya Zebru, a una altitud de 1.659 m.
- El riu Pianul té el seu naixement a la comuna de Pianu.
- El riu Sebeș neix del llac Oașa i separa les muntanyes Șureanu i Cindrel.
- El riu Strei té el seu naixement sobre la comuna de Baru.